# Zgornja Pristava (Slovenske Konjice, Slovenija)
Zgornja Pristava je naselje u slovenskoj Općini Slovenskim Konjicama. Zgornja Pristava se nalazi u pokrajini Štajerskoj i statističkoj regiji Savinjskoj. 

## Stanovništvo
Prema popisu stanovništva iz 2002. godine naselje je imalo 115 stanovnika.